# آبگرم (لاریجان)
آب گرم، روستایی است از توابع بخش لاریجان شهرستان آمل در استان مازندران ایران.

## جمعیت
این روستا در دهستان بالا لاریجان قرار داشته و براساس آخرین سرشماری مرکز آمار ایران که در سال ۱۳۸۵ صورت گرفته، جمعیت آن ۳۰۶ نفر (۹۱خانوار) بوده‌است. مردم آب گرم از قومیت طبری هستند که ریشه آن به قوم آمارد و قوم تپوری می‌رسد. مردم آب گرم به زبان طبری (مازندرانی) و گویش آملی سخن میگویند.

## امامزاده ربیع‌الله

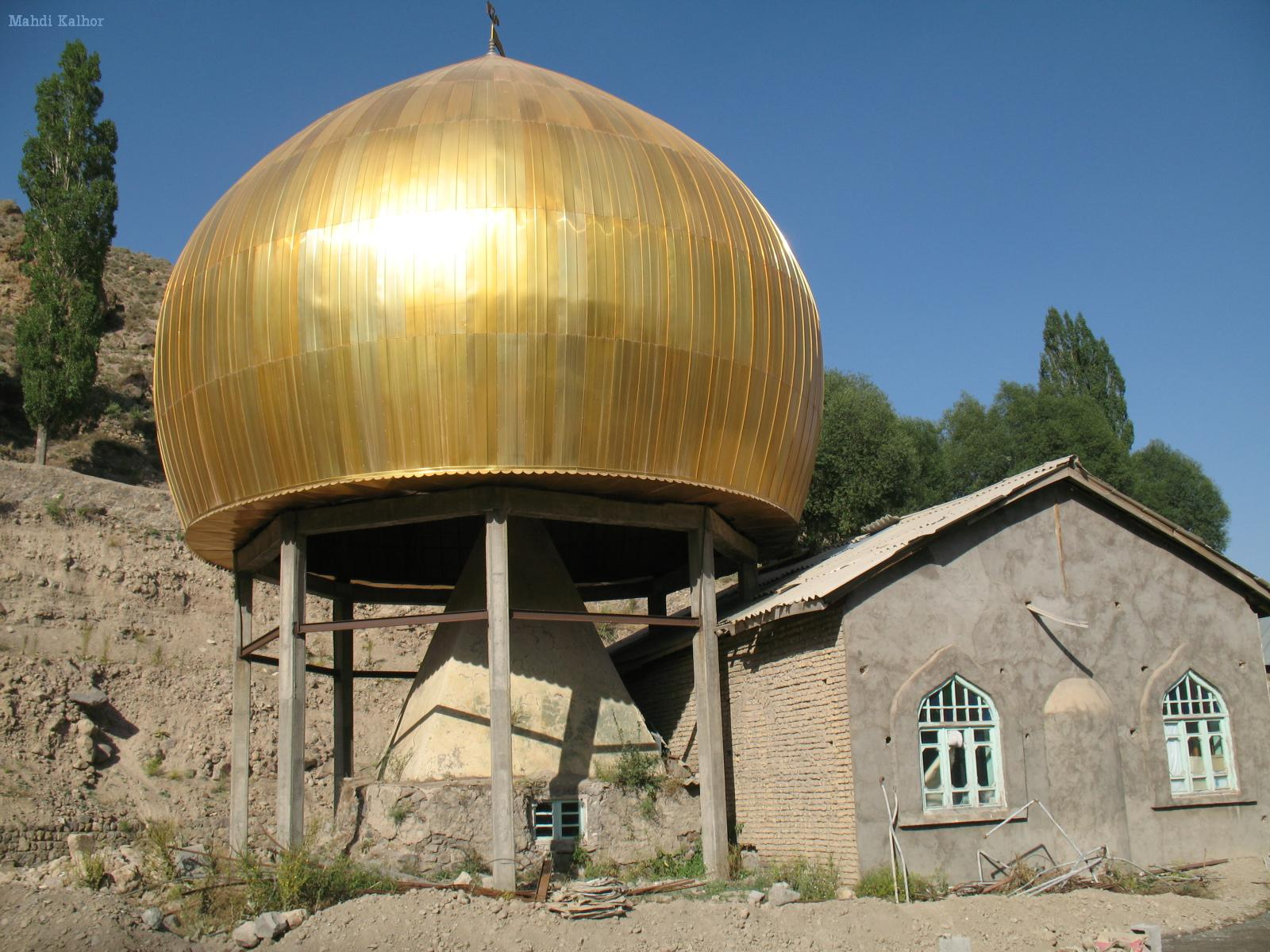
امامزادگان ربیع‌الله[۴] ۳۵°۵۴′۳۷٫۸″ شمالی ۵۲°۱۱′۲۰″ شرقی / ۳۵٫۹۱۰۵۰۰°شمالی ۵۲٫۱۸۸۸۹°شرقی ۳۱ مرداد ۱۳۸۸